# Suprema Corte do Reino Unido
Suprema Corte do Reino Unido ou Supremo Tribunal do Reino Unido (em inglês:  Supreme Court of the United Kingdom; em galês:  Llys Goruchaf y Deyrnas Unedig; em scots:  Supreme Coort o the Unitit Kinrick) é a mais alta corte de apelação da Inglaterra e País de Gales (regidos pelo mesmo sistema legal), Irlanda do Norte e Escócia (este apenas em relação ao direito civil). Também atende casos de maior importância pública ou constitucional que afetem toda a população.
O Tribunal geralmente se localiza no Middlesex Guildhall (sede da suprema corte) em Westminster, embora possa se reunir em outros locais, por exemplo, nas Câmaras da Cidade de Edimburgo,  as Cortes Reais de Justiça (Royal Courts of Justice) em Belfast,  e no Edifício Tŷ Hywel. em Cardiff.
É o tribunal de última instância do Reino Unido, embora o Supremo Tribunal de Justiça continue sendo a última instância para o direito penal na Escócia. A Suprema Corte também tem jurisdição para resolver disputas relacionadas às devoluções no Reino Unido e sobre os poderes legais dos três governos descentralizados (Escócia, País de Gales e Irlanda do Norte) ou leis aprovadas pelas legislaturas descentralizadas.
Conforme autorizado pelo Ato de Reforma Constitucional de 2005, Parte 3, Seção 23, o Supremo Tribunal do Reino Unido foi formalmente estabelecido em 1.º de outubro de 2009 e é um departamento governamental não ministerial do Governo do Reino Unido .  A Seção 23 da Lei de Reforma Constitucional limita o número de juízes no Tribunal a 12, embora também permita que esta regra seja alterada, para aumentar ainda mais o número de juízes, se uma resolução for aprovada em ambas as Câmaras do Parlamento.

## Competências
Criada pelo Ato de Reforma Constitucional de 2005, a Suprema Corte iniciou suas atividades em 1 de outubro de 2009, assumindo as funções judiciais dos chamados "Lordes de apelação" (comumente referidos como "Law Lords") — 12 juízes nomeados como membros da Câmara dos Lordes que atuavam como a última instância da justiça no Reino Unido. A jurisdição sobre questões de devolução era anteriormente exercida pelo Comitê Judicial do Conselho Privado.
O Reino Unido segue os princípios da soberania parlamentar, o que significa que a Suprema Corte é muito mais limitada em seus poderes de controle judicial do que os tribunais constitucionais ou superiores de alguns outros países. Na prática, ela não pode anular qualquer ato de legislação primária promulgado pelo Parlamento.
No entanto, pode anular a legislação secundária (ou, lei delegada, ato regulamentado pelo executivo, com base em autorização de uma lei primária, emanada do legislador) se, por exemplo, esta for considerada ultra vires (ato praticado com abuso de poder, pelo administrador público) ao decreto parlamentar que lhe confere poder.
Além disso, de acordo com a seção 4 do Ato de Direitos Humanos de 1998, a Suprema Corte, como alguns outros tribunais do Reino Unido, pode editar uma declaração de incompatibilidade, considerando que os termos de um estatuto ou atos de autoridades públicas, são incompatíveis com algum dos pontos da Convenção Europeia dos Direitos Humanos.
Tal declaração pode ser aplicada tanto à legislação primária (editada pelo Parlamento) quanto à secundária (lei autorizada pelo Parlamento, mas, editada pelo poder autorizado), embora isso não implique em sua revogação nem na obrigação de aceitação pelo Parlamento ou pelo governo. No caso de aceitação de determinada declaração, os ministros podem utilizar-se da prerrogativa garantida pela seção 10 do Ato para editar uma "ordem corretiva" para alterar a legislação — ou solicitar ao Parlamento que a altere — e assim eliminar a incompatibilidade apontada pela Suprema Corte.
O atual presidente da Suprema Corte é Lorde Robert Reed e seu vice-presidente é Lorde Patrick Hodges.

## Membros atuais
- Robert Reed, Lorde Reed (presidente)
- Patrick Hodge, Lorde Hodge (vice-presidente)
- David Lloyd Jones, Lorde Lloyd-Jones
- Michael Briggs, Lorde Brigges e Westbourne
- Mary Arden, Lady Arden of Heswall
- David Kitchin, Lorde Kitchin
- Philip James Sales, Lorde Sales
- Nicholas Hamblen, Lorde Hamblen of Kersey
- George Leggatt, Lorde Leggatt
- Andrew Burrows, Lorde Burrows
- Ben Stephens, Lorde Stephens of Creevyloughgare

## Membros antigos
- Brenda Hale, Baronesa Hale em Richmond
- Jonathan Mance, Barão Mance
- Jonathan Sumption, Lorde Sumption
- Brian Kerr, Barão Kerr em Tonaghmore
- Nicholas Wilson, Lorde Wilson em Culworthe
- Robert Carnwath, Lorde Carnwathe em Notting Hill
- Anthony Hughes, Lorde Hughes em Ombersley
- Jill Black, Lady Black e Derwent